# 第59回ゴールデングローブ賞
第59回ゴールデングローブ賞（だい59かいゴールデングローブしょう）は、2002年1月20日に授賞式が行われた。

## 受賞作品

### 映画

#### 作品賞（ドラマ部門）
- 『 ビューティフル・マインド』
  - 『イン・ザ・ベッドルーム』
  - 『ロード・オブ・ザ・リング』
  - 『バーバー』
  - 『マルホランド・ドライブ』

#### 作品賞（ミュージカル・コメディ部門）
- 『ムーラン・ルージュ』
  - 『ブリジット・ジョーンズの日記』
  - 『ゴスフォード・パーク』
  - 『キューティ・ブロンド』
  - 『シュレック』

#### 主演男優賞（ドラマ部門）
- ラッセル・クロウ - 『ビューティフル・マインド』
  - ウィル・スミス - 『ALI アリ』
  - ケヴィン・スペイシー – 『シッピング・ニュース』
  - ビリー・ボブ・ソーントン - 『バーバー』
  - デンゼル・ワシントン - 『トレーニング デイ』

#### 主演男優賞（ミュージカル・コメディ部門）
- ジーン・ハックマン - 『ザ・ロイヤル・テネンバウムズ』
  - ヒュー・ジャックマン - 『ニューヨークの恋人』
  - ユアン・マクレガー - 『ムーラン・ルージュ』
  - ジョン・キャメロン・ミッチェル - 『ヘドウィグ・アンド・アングリーインチ』
  - ビリー・ボブ・ソーントン – 『バンディッツ』

#### 主演女優賞（ドラマ部門）
- シシー・スペイセク - 『イン・ザ・ベッドルーム』
  - ハル・ベリー - 『チョコレート』
  - ジュディ・デンチ - 『アイリス』
  - ニコール・キッドマン - 『アザーズ』
  - ティルダ・スウィントン - 『ディープ・エンド』

#### 主演女優賞（ミュージカル・コメディ部門）
- ニコール・キッドマン - 『ムーラン・ルージュ』
  - ソーラ・バーチ - 『ゴーストワールド』
  - ケイト・ブランシェット - 『バンディッツ』
  - リース・ウィザースプーン - 『キューティ・ブロンド』
  - レネー・ゼルウィガー - 『ブリジット・ジョーンズの日記』

#### 助演男優賞
- ジム・ブロードベント - 『アイリス』
  - スティーヴ・ブシェミ - 『ゴーストワールド』
  - ヘイデン・クリステンセン - 『海辺の家』
  - ベン・キングズレー - Sexy Beast
  - ジュード・ロウ - 『A.I.』
  - ジョン・ヴォイト - 『ALI アリ』

#### 助演女優賞
- ジェニファー・コネリー - 『ビューティフル・マインド』
  - キャメロン・ディアス - 『バニラ・スカイ』
  - ヘレン・ミレン - 『ゴスフォード・パーク』
  - マギー・スミス -  『ゴスフォード・パーク』
  - マリサ・トメイ - 『イン・ザ・ベッドルーム』
  - ケイト・ウィンスレット -  『アイリス』

#### 監督賞
- ロバート・アルトマン - 『ゴスフォード・パーク』
  - ロン・ハワード - 『ビューティフル・マインド』
  - ピーター・ジャクソン - 『ロード・オブ・ザ・リング』
  - バズ・ラーマン - 『ムーラン・ルージュ』
  - デヴィッド・リンチ - 『マルホランド・ドライブ』
  - スティーヴン・スピルバーグ - 『A.I.』

#### 外国語映画賞
- 『ノー・マンズ・ランド』
  - 『アメリ』
  - 『天国の口、終りの楽園。』
  - 『ビハインド・ザ・サン』
  - 『モンスーン・ウェディング』

#### 作曲賞
- 『ムーラン・ルージュ』 - クレイグ・アームストロング
  - 『ALI アリ』 - ピーター・バーク、リサ・ジェラルド
  - 『A.I.』 - ジョン・ウィリアムズ
  - 『ビューティフル・マインド』 - ジェームズ・ホーナー
  - 『ロード・オブ・ザ・リング』 - ハワード・ショア
  - 『マルホランド・ドライブ』 - アンジェロ・バダラメンティ
  - 『 パール・ハーバー』 - ハンス・ジマー
  - 『シッピング・ニュース』 - クリストファー・ヤング

#### 主題歌賞
- 「アンティル…」 by スティング - 『ニューヨークの恋人』
  - 「メイ・イット・ビー」 by エンヤ - 『ロード・オブ・ザ・リング』
  - "Come What May" by ニコール・キッドマン、 ユアン・マクレガー - 『ムーラン・ルージュ』
  - "Vanilla Sky" by ポール・マッカートニー - 『バニラ・スカイ』
  - "There You'll Be" by フェイス・ヒル -『パール・ハーバー』

#### 脚本賞
- 『ビューティフル・マインド』 - アキヴァ・ゴールズマン
  - 『ゴスフォード・パーク』 - ジュリアン・フェロウズ
  - 『バーバー』 - コーエン兄弟
  - 『メメント』 - クリストファー・ノーラン
  - 『マルホランド・ドライブ』 - デヴィッド・リンチ

### テレビ

#### 作品賞（ドラマシリーズ）
- 『シックス・フィート・アンダー』
  - 『24 -TWENTY FOUR-』
  - 『エイリアス』
  - 『CSI:科学捜査班』
  - 『ザ・ソプラノズ 哀愁のマフィア』
  - 『ザ・ホワイトハウス』

#### 作品賞（コメディシリーズ）
- 『セックス・アンド・ザ・シティ』
  - 『アリー my Love』
  - 『そりゃないぜ!? フレイジャー』
  - 『フレンズ』
  - 『ウィル&グレイス』

#### 作品賞（ミニシリーズ/テレビ映画）
- 『バンド・オブ・ブラザース』
  - 『アンネ・フランク』
  - 『謀議』
  - 『ジュディ・ガーランド物語』
  - 『エマ・トンプソンのウィット/命の詩』

#### 主演男優賞（ドラマシリーズ）
- キーファー・サザーランド - 『24 -TWENTY FOUR-』
  - サイモン・ベイカー - 『堕ちた弁護士 -ニック・フォーリン-』
  - ジェームズ・ガンドルフィーニ - 『ザ・ソプラノズ 哀愁のマフィア』
  - ピーター・クラウス - 『シックス・フィート・アンダー』
  - マーティン・シーン - 『ザ・ホワイトハウス』

#### 主演男優賞（コメディシリーズ）
- チャーリー・シーン - 『スピン・シティ』
  - トム・カヴァナー - 『エド』
  - ケルシー・グラマー - 『そりゃないぜ!? フレイジャー』
  - フランキー・ムニッズ - 『マルコム in the Middle』
  - エリック・マコーマック - 『ウィル&グレイス』

#### 主演男優賞（ミニシリーズ/テレビ映画）
- ジェームズ・フランコ - 『DEAN/ディーン』
  - ケネス・ブラナー - 『謀議』
  - ベン・キングズレー - 『アンネ・フランク』
  - ダミアン・ルイス - 『バンド・オブ・ブラザース』
  - バリー・ペッパー - 『61*』

#### 主演女優賞（ドラマシリーズ）
- ジェニファー・ガーナー - 『エイリアス』
  - ロレイン・ブラッコ - 『ザ・ソプラノズ 哀愁のマフィア』
  - エイミー・ブレネマン - Judging Amy
  - イーディ・ファルコ - 『ザ・ソプラノズ 哀愁のマフィア』
  - ローレン・グレアム - 『ギルモア・ガールズ』
  - マージ・ヘルゲンバーガー - 『CSI:科学捜査班』
  - セーラ・ウォード - Once and Again

#### 主演女優賞（コメディシリーズ）
- サラ・ジェシカ・パーカー - 『セックス・アンド・ザ・シティ』
  - キャリスタ・フロックハート  -『アリー my Love』
  - ジェーン・カツマレク - 『マルコム in the Middle』
  - ヘザー・ロックリア - 『スピン・シティ』
  - デブラ・メッシング - 『ウィル&グレイス』

#### 主演女優賞（ミニシリーズ/テレビ映画）
- ジュディ・デイヴィス - 『ジュディ・ガーランド物語』
  - ブリジット・フォンダ - After Amy
  - ジュリアナ・マルグリーズ - 『アヴァロンの霧』
  - リーリー・ソビエスキー - 『アップライジング』
  - ハンナ・テイラー＝ゴードン - 『アンネ・フランク』
  - エマ・トンプソン - 『エマ・トンプソンのウィット/命の詩』

#### 助演男優賞
- スタンリー・トゥッチ - 『謀議』
  - ジョン・コーベット - 『セックス・アンド・ザ・シティ』
  - ショーン・ヘイズ - 『ウィル&グレイス』
  - ロン・リビングストン - 『バンド・オブ・ブラザース』
  - ブラッドリー・ウィットフォード - 『ザ・ホワイトハウス』

#### 助演女優賞
- レイチェル・グリフィス - 『シックス・フィート・アンダー』
  - ジェニファー・アニストン - 『フレンズ』
  - タミー・ブランチャード -  『ジュディ・ガーランド物語』
  - アリソン・ジャネイ - 『ザ・ホワイトハウス』
  - メーガン・ムラリー - 『ウィル&グレイス』